# براد إيفانز
براد إيفانز (بالإنجليزية: Brad Evans)‏ (20 أبريل 1985 فينيكس الولايات المتحدة - ) هو لاعب كرة قدم أمريكي يلعب كلاعب وسط.

## وصلات خارجية
براد إيفانز على موقع الاتحاد الدولي (مؤرشف)  (الإنجليزية)
- براد إيفانز على موقع الدوري الأمريكي (الإنجليزية)
- براد إيفانز على موقع قاعدة بيانات كرة القدم.إي يو (الإنجليزية)
- براد إيفانز على موقع ناشيونال فوتبول تيمز (الإنجليزية)
- براد إيفانز على موقع Soccerway.com (الإنجليزية)
- براد إيفانز على موقع عالم كرة القدم.نت (الإنجليزية)
- براد إيفانز على موقع AS.com (الإسبانية)